# Água Revés e Crasto
A Freguesia de Água Revés e Crasto, com sede na povoação de Água Revés, é uma freguesia portuguesa do Município de Valpaços com 20,10 km² de área e 275 habitantes (censo de 2021), tendo, por isso, uma densidade populacional de 13,7 hab./km².
Foi vila e sede de concelho até ao início do século XIX. Era constituído por uma freguesia e tinha, em 1801, 581 habitantes.

## Demografia
A população registada nos censos foi:
| Distribuição da População por Grupos Etários | Distribuição da População por Grupos Etários | Distribuição da População por Grupos Etários | Distribuição da População por Grupos Etários | Distribuição da População por Grupos Etários |
| -------------------------------------------- | -------------------------------------------- | -------------------------------------------- | -------------------------------------------- | -------------------------------------------- |
| Ano                                          | 0-14 Anos                                    | 15-24 Anos                                   | 25-64 Anos                                   | > 65 Anos                                    |
| 2001                                         | 44                                           | 48                                           | 193                                          | 130                                          |
| 2011                                         | 29                                           | 30                                           | 153                                          | 130                                          |
| 2021                                         | 8                                            | 18                                           | 106                                          | 143                                          |

## Património
- Pelourinho de Águas Revés
- Solar de Mariz Sarmento e Capela de São Caetano [5]

## Povoações
A Freguesia de Água Revés e Crasto engloba as seguintes povoações:
- Águas Revés
- Brunhais
- Crasto
- Fonte Mercê